# Sede de la Agencia Española de Cooperación Internacional para el Desarrollo
La actual sede de la Agencia Española de Cooperación Internacional para el Desarrollo, anteriormente sede del Instituto de Cultura Hispánica y del Instituto de Cooperación Iberoamericana es un edificio de Madrid proyectado por Luis Martínez-Feduchi. Antes de ser inaugurado el edificio, el proyecto se llegó a conocer con el nombre de Palacio de la Hispanidad.

## Historia
Se encuentra situado en la Avenida de los Reyes Católicos, en la Ciudad Universitaria de Madrid, distrito de Moncloa-Aravaca.
Proyectado en 1940 por Luis Martínez-Feduchi, fue construido entre 1940 y 1951, e inaugurado el 12 de octubre de 1951, día de la Hispanidad, como sede del Instituto de Cultura Hispánica, institución que anteriormente había ocupado un edificio en el número 95 de la Calle de Alcalá. Construido bajo las directrices de la arquitectura de la autarquía, en sintonía con los ideales del ambiente cultural de la posguerra española, su cuerpo principal fue inaugurado con cinco plantas y una fachada de tres cuerpos de sillería y ladrillo con un frontispicio triangular.
Desde inicios de los años 2020, también es la sede de la Secretaría de Estado de Cooperación Internacional.